# Ipil
Ipil est une ville de 1re classe, capitale de la province de Zamboanga Sibugay aux Philippines.
Selon le recensement de 2010 elle est peuplée de 63 786 habitants.

## Barangays

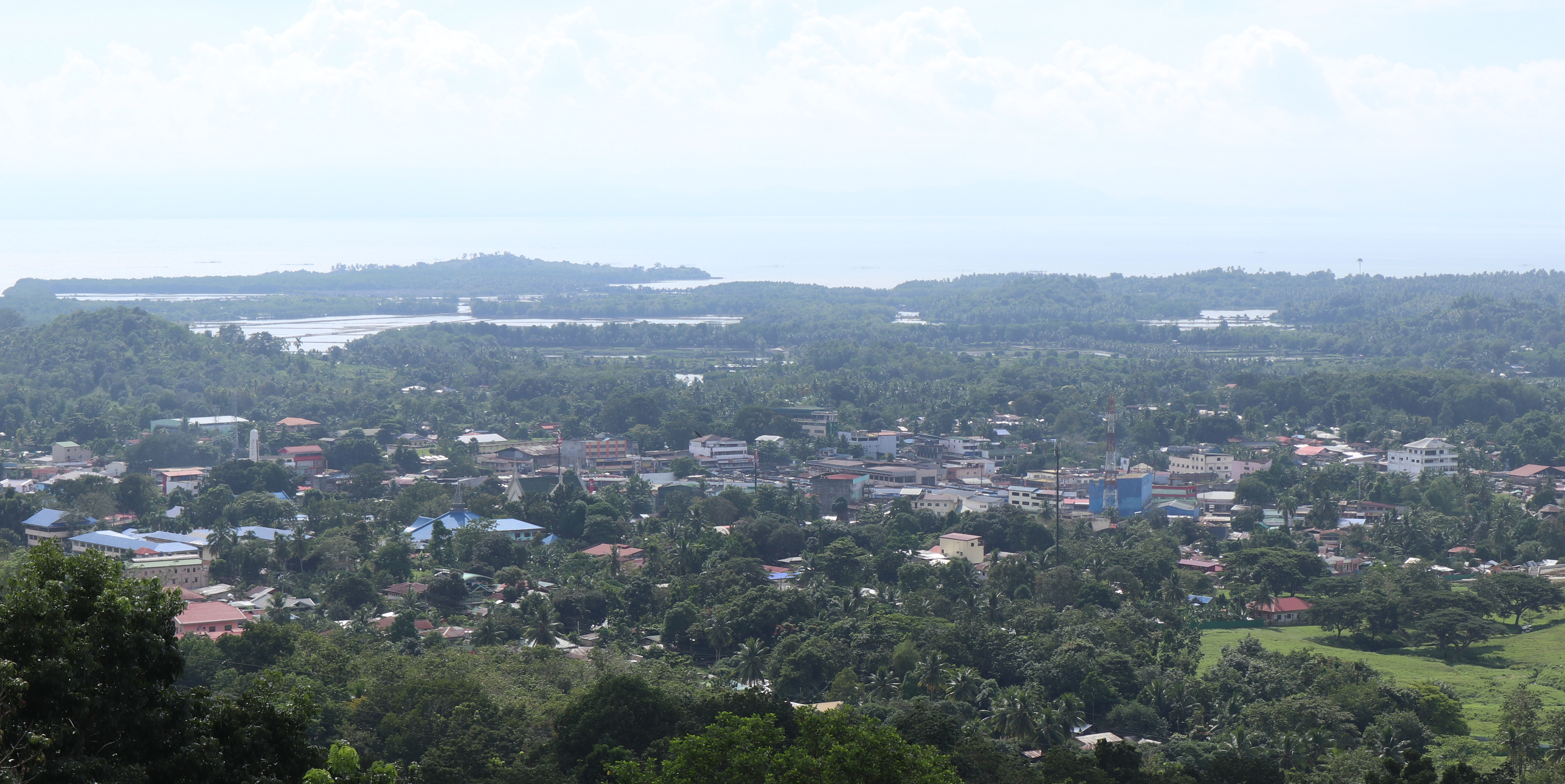
Ipil surplombant la population, Ipil, ville de Zamboanga

Ipil est divisée en 28 barangays :
- Bacalan
- Bangkerohan
- Buluan
- Caparan
- Domandan
- Don Andres
- Doña Josefa
- Guituan
- Ipil Heights
- Labi
- Logan
- Tirso Babiera
- Lower Taway
- Lumbia
- Maasin
- Magdaup
- Makilas
- Pangi
- Poblacion
- Sanito
- Suclema
- Taway
- Tenan
- Tiayon
- Timalang
- Tomitom
- Upper Pangi
- Veteran's Village

## Démographie
| Année | Habitants | Évolution |
| ----- | --------- | --------- |
| 1995  | 43 991    | -         |
| 2000  | 52 481    | 19,30 %   |
| 2007  | 60 686    | 15,63 %   |
| 2010  | 63 786    | 5,11 %    |